# Marrà (jueu convers)

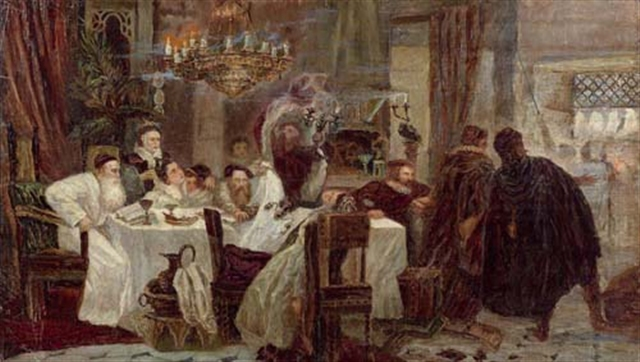
Marrans. Cerimònia secreta a Espanya en l'època de la Inquisició. Pintura d'història de l'artista rus-jueu Moshe Maimon, 1893.

Marrà o el seu equivalent en castellà, marrano, és un terme que fa referència als jueus conversos dels regnes cristians de la península Ibèrica que "judaïtzaven", és a dir, que seguien observant clandestinament els seus costums i la seva anterior religió. El criptojudaisme dels marrans va ser justificat pels rabins amb l'argument que els jueus podien fingir convertir-se a una altra religió (i fins i tot havien de fer-ho) si creien en perill la seva vida i estaven exempts de complir aquelles pràctiques del culte que poguessin delatar-los -només se'ls exigia en última instància que mantinguessin la fe en les seves consciències-.
Especialment entre els segles XV i XVII, el mot marrà es va utilitzar de forma extensiva i pejorativa per designar a tots els jueus conversos i als seus descendents, la qual cosa portava implícita la insinuació de cristianisme fingit.
En l'època contemporània, el terme marrà ha estat incorporat per la historiografia internacional i al patrimoni d'altres idiomes diferents del català, el castellà i el portuguès, com ara l'anglès, el francès o l'alemany.
L'investigador Israël Salvator Revah va definir al marrà com un catòlic sense fe i un jueu sense saber, encara que un jueu per voluntat.
| «               | Como los que viven en España no guardan la Ley ni son circuncidados, y aunque hagan algunas ceremonias de dicha Ley y hayan ido a circuncidarse a algunas partes de Italia y Flandes ... faltan en estas cosas de ordinario que son las esenciales, a los tales los tienen allá los verdaderos judíos por herejes que en hebreo los llama minim. | » |
| — Jacob Cansino | |   |

## Etimologia i apel·latius relacionats
Segons alguns autors, el terme marrà deriva de l'àrab مُحَرّمٌ muḥarram, ('cosa prohibida'), expressió usada per a designar, entre moltes altres coses, el porc, la carn del qual està prohibida per a jueus i musulmans. La paraula es va utilitzar primer en el romànic peninsular per designar aquest animal (documentat des 965). Per designar, de manera feridora, als cristians nous està documentada en castellà des de començaments del segle xiii, segurament perquè aquests conversos s'abstenien de menjar carn de porc. En 1691, per exemple, Francisco de Torrejoncillo en el seu libel antisemita Centinela contra judíos: puesta en la torre de la iglesia de Dios con el trabajo, escrivia una descripció del terme:
| « | Otro nombre que les davan antiguamente por afrenta, de mas de perros ó canes, que era llamarlos marranos, como lo dize Didarus á Velazquez. Pues qué razon avria para darles este nombre, llamando a los Judíos marranos? Muchas razones dan estos graves Autores [...] Otros dizen, que los Españoles les salió este nombre, llamandoles marranos, que en Español quiere decir puercos; y asi por infamia les llamaban puercos marranos a los Christianos nuevos, y dávanles, y se les puede dar este nombre con gran propiedad, porque entre los marranos, cuando gruñe, y se quexa uno de ellos, todos los demás puercos o marranos acuden a su gruñido; y como son assi los Judíos, que al lamento del vno acuden todos, por esso les dieron titulo, y nombre de marranos | » |

El Diccionari català-valencià-balear afirma que l'etimologia de la paraula marrà provindria probablement d'un radical ibèric "marr-" amb una variant "mard".
Tot i que al principi el terme s'emprava tant per als conversos procedents del judaisme com de l'islam, amb el temps a aquests últims se'ls va denominar moriscoso i la veu «marrà» va quedar per designar únicament els jueus conversos. Ara bé, cal evitar confusions de significat causades pels "falsos amics", si bé marrano en castellà significa porc, en català marrà és el mascle de l'ovella, pel que el sentit pejoratiu d'associació amb el porc potser caldria cercar-lo a "xueta"
El terme «marrà» està estretament relacionat amb altres apel·latius:

### Cristians nous
Els convertits del judaisme al cristianisme i els seus descendents (encara que haguessin passat diverses generacions o aquesta condició només fos la d'un avantpassat entre molts "cristians vells") eren anomenats "conversos" o "cristians nous "; en portuguès cristãos novos. Aquest terme era igualment aplicat als conversos procedents de l'islam (més específicament anomenats moriscos) i tenia caràcter discriminatori, encara que actualment sembli menys insultant que el terme «marrà».

### Judaïtzants
Els jueus conversos que "judaïtzaven", és a dir, que practicaven secretament la Llei jueva o, almenys, una reconstrucció dels ritus i creences del judaisme (el que, en els estudis socioreligiosos actuals s'anomena criptojudaisme -literalment "judaisme secret" -), eren anomenats "judaïtzants", i són els que més pròpiament s'identifiquen amb els conceptes de "marrà" i "marranisme". Sobre què significava "judaïtzar" i les pràctiques dels judaïtzants existeix abundant documentació en els processos de la Inquisició espanyola, encara que de vegades és difícil separar quins testimonis corresponen a fets reals i quins són acusacions calumnioses producte de la imaginació i l'antisemitisme.

### Sefardites
Els descendents dels membres de la comunitat hispanojueva que van mantenir la seva fe i van haver d'exiliar-se el 1492 a conseqüència de l'edicte d'expulsió dels Reis Catòlics, es van dispersar pel nord d'Europa i el Mediterrani ; i reben la denominació de "sefardites" (literalment "espanyols" -  Sepharad  és "Espanya" -). Eren, per tant, jueus, i no cristians. Amb posterioritat, alguns marrans que van sortir d'Espanya o Portugal es van reintegrar a la pràctica oberta del judaisme en el si d'aquestes comunitats, de vegades amb el recel dels que s'havien mantingut fidels a la seva religió.

### Katalanim
Els katalanim / katalani eren els jueus originaris de la corona catalanoaragonesa, i de llengua judeocatalana, exiliats en dues diàspores. Atès que les comunitats sefardites eren poblacionalment més grans que les katalanim, tot i conservar particularitats, amb el pas dels segles, aquestes darreres s'anaren diluint en les primeres, pel que al conjunt s'acabà anomenant sefardites.

### Xuetes
A Mallorca, la comunitat jueva conversa local va tenir una peculiaríssima trajectòria històrica, i se'ls va identificar amb la denominació de "xuetes".

### Anussim
Els jueus sefardites prefereixen utilitzar la paraula hebrea anussim, (אֲנוּסִים, "forçats"), o bé Benei anussim  (בְּנֵי אֲנוּסִים, "fills d'anussim"), terme legal rabínic que s'aplica als conversos obligats a deixar el judaisme contra la seva voluntat. El terme té un caràcter general i no identifica l'origen geogràfic.

## Les conversions
Des dels assalts als calls de 1391, i a causa del creixent antijudaisme imperant en els regnes cristians peninsulars durant el segle xv, van tenir lloc nombroses conversions de jueus, moltes de les quals eren forçoses o tenien l'única finalitat d'evitar les persecucions. Les conversions van augmentar significativament en produir-se l'expulsió dels jueus d'Espanya el 1492.
La comunitat jueva conversa, relativament poderosa, va ser objecte dels recels dels cristians vells, que van aconseguir mesures de discriminació legal (estatuts de neteja de sang) que tenen el seu antecedent en la "Sentència-Estatut" aprovada durant la revolta anticonversa de Toledo de 1449 dirigida per Pedro Sarmiento. Des del 1478 l'ortodòxia religiosa dels conversos va ser objecte sovint de processos per part de la Inquisició espanyola, i més tard també a Portugal.

## Classificació dels marrans
Des d'una perspectiva religiosa jueva, s'identifiquen tres categories per als marrans i els seus descendents, segons els diferents graus en què van mantenir l'obligació de mantenir externament la manera de vida cristià mentre privadament mantenien diferents graus de pervivència del judaisme. En aquesta classificació, per tant, no s'inclouen els conversos que van assumir la seva nova condició (des del seu inici o al llarg de les generacions) i practicaven sincerament el cristianisme, tot i que genèricament o fins i tot concreta se'ls acusés en fals de judaïtzar i se'ls anomenés "marrans".

### Indiferents o oportunistes
Són els que, sense cap afecte pel judaisme i indiferents a la religió en general (el que posteriorment es va denominar llibertí), van rebre amb la conversió la possibilitat de canviar la seva condició oprimida per les excel·lents oportunitats que se'ls obrien com a cristians. No tenien cap problema a simular ser cristians, ja que els resultava profitós; i feien mofa dels jueus i el judaisme. Alguns poetes es poden associar a aquesta categoria: Pero Ferrús, Juan de Valladolid, Rodrigo Cota i Juan de España (de Toledo, també conegut com « El Viejo », a qui es considerava un connotat talmudista) i fra Diego de València Aquests dos últims empraven paraules en hebreu en els seus pasquins per burlar-se del poble jueu. Òbviament, si no practicaven ja el judaisme no són estrictament marrans; no obstant això, alguns d'ells van ser acusats de judaïtzar en secret, i fins i tot de tornar obertament al judaisme quan els va ser convenient (Juan de Valladolid en la seva estada al Marroc).

### Conversos externament
Són els que, després del baptisme, mantenen externament pràctiques cristianes i limiten les pràctiques jueves, encara que a vegades vagin en secret la sinagoga. A Aragó: els Zaporta de Montsó (emparentats per matrimoni amb la casa reial aragonesa), els Sánchez, fills d'Alazar Iússuf de Saragossa (emparentats amb els de la Caballeria i els Santàngel), Els Espe (molt rics), els Paternoy (veïns de -¿ Berdún? -), els Clemente (fills de Moses Chamoro), els Vilanova de Calataiud, els Coscón, els Bruno, els Cartiglia o Cartigliano, els Brondo i altres.

### Conversos només formalment, per força major
Els cristians nous que, quan van tenir oportunitat de sortir d'Espanya van afirmar la seva condició religiosa de jueus, mentre van estar a Espanya van conservar les pràctiques judaiques. Altres (probablement la majoria), no van sortir mai. No portaven voluntàriament als seus fills a batejar, ja a veure obligats, quant tornaven a casa els rentaven a les zones on els havia tocat l'aigua del baptisme. Mantenien les pràctiques gastronòmiques jueves, celebraven la Pasqua jueva i portaven l'oli a la sinagoga. Pretenent que el pa amb llevat no li agradava, un porc menjava pa sense llevat tot l'any, per poder consumir durant la Pasqua sense aixecar sospites. A les festes en què havien de fer sonar el xofar, els marrans sortien de la ciutat per no ser escoltats. Era freqüent denunciar marrans per dessagnar animals a casa seguint el ritual jueu, o per circumcidar als seus fills.
A Sevilla, un inquisidor mostrar gràficament al corregidor el estès d'aquesta condició:  si desitgeu adonar-vos de la quantitat de marrans, ... pugem a dalt d'aquesta torre. ... Per més fred que sigui el temps, no veureu cap fum elevar-se de les habitacions, ja que és dissabte. I, durant aquest dia, no es permet als jueus tocar el foc per encendre .

## Els marrans després de l'expulsió de 1492
L'edicte de Granada de 31 de març de 1492, pel qual s'obligava a sortir d'Espanya els jueus que no optessin per la conversió, no afectà els marrans (més aviat va augmentar el seu nombre). La coincidència l'any amb altres fets històrics fonamentals per a la història d'Espanya (la conquesta de Granada, al gener, i el primer viatge de Colom - va partir el 3 d'agost-) és mostra de la determinació dels Reis Catòlics en aconseguir el que Luis Suárez Fernández ha anomenat màxim religiós.

### Jueus expulsats a Portugal

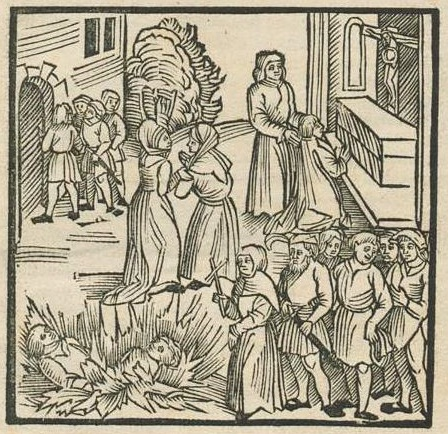
Gravat alemany sobre la massacre de Lisboa de 1506.

Els jueus que van sortir cap a Portugal van ser obligats, el 1493, a separar-se dels seus fills. Per ordre de Joan II de Portugal, set-cents d'aquests van ser deportats a l'Illa de São Tomé, i vuit mesos més tard van ser convertits en esclaus. Manuel I de Portugal (rei des de 1495) els va alliberar, però entre desembre de 1496 i 1497, pressionat pels Reis Catòlics, va seguir emetent decrets d'expulsió que afectaven tots els jueus que no volguessin convertir-se.
Coincidint amb la Pasqua jueva, el 19 de març de 1497, es va ordenar portar a Lisboa tots els fills de jueus no convertits que tinguessin entre quatre i catorze anys. Només després d'arribar-hi es va informar als seus pares que se separarien definitivament dels seus fills, que serien adoptats per famílies cristianes. Davant aquesta situació, algunes famílies van optar per la conversió, mentre que a les que no ho van fer així els seus fills els van ser arrabassats violentament. Alguns van aconseguir amagar als seus fills, i en alguns casos van preferir matar-los ells mateixos. A partir de llavors només podien quedar a Portugal jueus conversos.
La seva nova condició no va significar la integració social. L'evident causa forçosa de moltes conversions els feia sospitosos de judaïtzar, i la seva identificació amb els apel·latius de "cristià nou" i "marrà" testimoniava la seva discriminació social de manera idèntica que a Castella. En 1506 hi va haver una matança de cinc mil conversos a Lisboa (massacre de Lisboa de 1506). En 1536 es va establir la Inquisició portuguesa que en els segles que va tenir activitat (fins a la seva abolició en 1821) va ordenar l'execució de 1.200 persones, va cremar en efígie a 600 i va condemnar a diferents penitències a 29.000. Bona part de la comunitat de marrans portuguesos es va desplaçar posteriorment a altres llocs: les Antilles, Brasil, Salònica, Constantinoble, el Marroc, França, però especialment a Amsterdam, on avui dia es troba una excel·lent documentació d'aquests fets en el Museu Històric JHM. La sinagoga producte d'aquest èxode va ser una de les més grans d'aquells temps, i segueix en ús. A la ciutat portuguesa de Belmonte es va constituir una comunitat marrana molt estricta i endogàmica, que va persistir aïllada fins a època contemporània, quan va passar a celebrar públicament el culte jueu en una sinagoga.

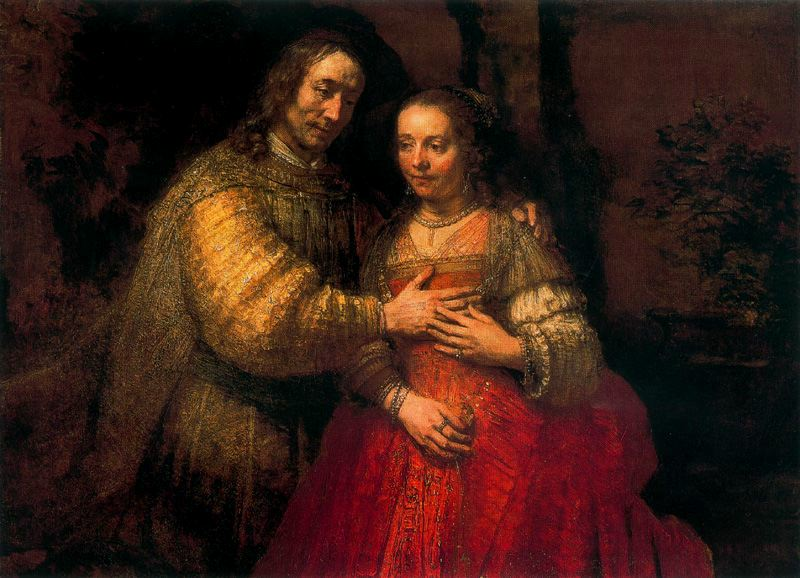
La núvia jueva, de Rembrandt. Tot i que la identitat dels retratats no ha estat establerta amb certesa, una de les possibilitats és que representi Miguel de Barrios i la seva segona esposa, Abigail de Pina.
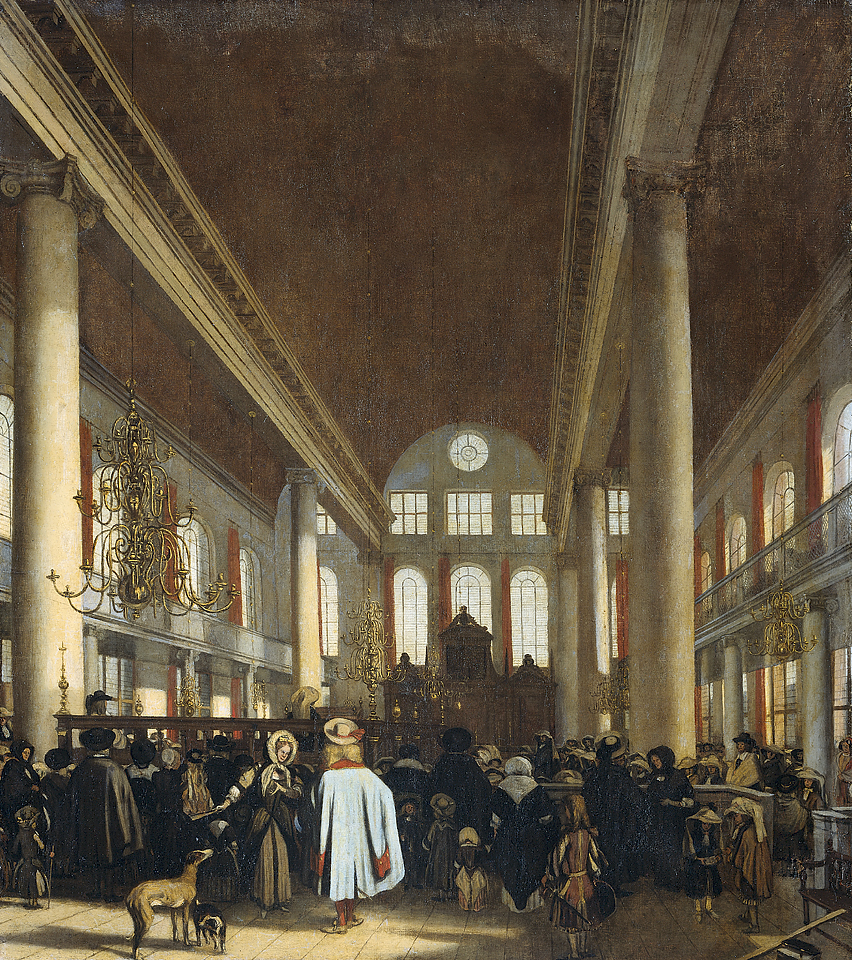
Interior de la sinagoga portuguesa d'Amsterdam, d'Emanuel de Witte, ca. 1680.

### Marrans a la Monarquia Hispànica
La Inquisició espanyola després de 1492 va començar a actuar immediatament contra els judaïtzants i en les quatre dècades següents aquests van ser les seves principals víctimes. A partir d'1530-1540 dels casos jutjats per la Inquisició que tinguessin a veure amb ells pràcticament van desaparèixer -en el tribunal de Toledo, per exemple, només el 3% dels casos que van passar pel tribunal entre 1531 i 1560 van tenir a veure amb judaïtzants-. Fins i tot la Inquisició es va ocupar d'erradicar la pràctica bastant comuna d'anomenar "jueu" a un enemic - el qui rebia aquest qualificatiu podia portar el seu cas davant el Sant Ofici i que aquest demostrés que no tenia cap avantpassat jueu, netejant així la seva honor-. A més hi ha testimonis de contemporanis que els judaïtzants havien desaparegut. Agustín Salucio va utilitzar el fet que no hi hagués ja judaïtzants com a argument per denunciar els estatuts de neteja de sang en el llibre que va publicar en 1599. Diego Serrano de Silva va escriure en 1623:
| « | [H]oy se ve por larga experiencia de años que las familias que tienen raza desta infección son de corazón fidelíssimos cristianos, devotos y píos, dando sus hijas a religiones, sus hijos al sacerdocio, obrando con manifiesta devoción cristiana | » |

No obstant això, Henry Kamen afirma que a finals del segle xvi i principis del segle xvii continuava havent judaïtzants, però eren "irreconeixibles com a jueus" perquè "virtualment tots els signes del judaisme [com la circumcisió, el sàbat, les festes jueves, abstenir-se de menjar porc] havien desaparegut". "Els que van romandre aferrats a la seva identitat mantenien, tanmateix, una fe indestructible en el Déu d'Israel, transmetien de pares a fills les poques oracions tradicionals que podien recordar i usaven l'Antic Testament catòlic com a lectura bàsica". Aporta com a prova que en l'última dècada del segle xvi la Inquisició va condemnar diversos grups de judaïtzants -singularment dones- Quintanar de la Orden -on van rebre condemnes unes cent persones-, a Granada -amb més de 150 persones condemnades - i a Sevilla -89 judaïtzants.
Però la situació va canviar amb l'arribada a Castella d'un gran nombre de jueus conversos portuguesos -en realitat eren jueus castellans que havien marxat a Portugal el 1492 i que en 1497 havien estat obligats a convertir-se -després de la implantació definitiva de la Inquisició portuguesa el 1547 -entre 1547 i 1580 en els tres tribunals de Lisboa, Évora i Coimbra hi va haver 34 actuacions de fe, amb 169 execucions en persona i 51 en efígie i 1.998 penitentes- i sobretot després de la incorporació per Felip II del regne de Portugal a la Monarquia Hispànica en 1580, que va suposar que la Inquisició portuguesa intensifiqués la persecució dels que judaïtzaven -entre 1581 i 1600 hi va haver en els tres tribunals portuguesos 50 actes de fe, en què van ser executats 162 condemnats en persona i 59 en efígie i va haver 2.979 condemnats -. El problema que es va plantejar va ser que bona part d'aquests jueus conversos portuguesos  eren marrans, perquè fins cinquanta anys després que se'ls obligués a batejar en 1497 no es va implantar la Inquisició allà i durant aquest temps havien pogut seguir practicant més o menys obertament la fe judaica. No és estrany que la Inquisició espanyola comencés actuar immediatament contra ells. "A partir de la dècada de 1590, la presència de judaïtzants portuguesos en els processos inquisitorials es va anar fent cada vegada més significativa", presència que es va perllongar durant el segle xvii i principis del segle xviii - "de les més de 2.300 persones processades per judaïtzants pels tribunals espanyols entre la dècada de 1660 i la de 1720, el 43 per 100 era d'origen portuguès ".
El problema per a la Inquisició era que la Monarquia tenia necessitat dels marrans portuguesos perquè un grup d'ells eren grans financers que podien concedir préstecs a la deficitària Hisenda real -ja en 1604-1605 Felip III va aconseguir del Papa el perdó general envers els marrans portuguesos per delictes anteriors a canvi d'un donatiu de gairebé dos milions de ducats-. El Comte-Duc d'Olivares, privat de Felip IV, va protegir els banquers i comerciants marrans portuguesos, sobretot després de la fallida de l'Estat de 1626 que va suposar la fallida per als banquers genovesos que fins llavors havien estat els principals finançadors de la Monarquia. A partir de llavors el marrans portuguesos van passar a ser els principals finançadors de l'Estat. El 1628 Felip IV va concedir "als banquers portuguesos la llibertat per comerciar i establir sense restriccions, atès que d'aquesta manera esperava recuperar part del comerç amb les Índies, que ara estava en mans estrangeres.
Es va dir fins i tot que el Comte-Duc havia iniciat negociacions amb jueus descendents dels expulsats en 1492 que vivien al nord d'Àfrica i el Pròxim Orient perquè tornessin, i se'ls donaren garanties sobre la seva seguretat. En una carta de 8 d'agost el pare Pereyra escrivia: "El valido [Olivares] anda en que entren los judíos en España". Un cronista anotava: "He sabido como cosa cierta que se trata de restituir y traer a los judíos, que están en las sinagogas de Holanda y otras partes… Opónese la Santa Inquisición".
Pel que sembla el que pretenia Olivares era servir-se de les xarxes marranes sefardites que s'havien estès per Europa i el Pròxim Orient amb el seu epicentre a Amsterdam, i que estaven constituïdes "a base de relacions de negoci, complicitats religioses i llaços de parentiu". Gràcies a elles "un marrà, tot just arribar a una ciutat o terra desconeguda, entra ràpidament en contacte amb altres marrans, parents o amics d'amics, que l'ajuden i, moltes vegades, li donen l'oportunitat de practicar el judaisme o fins i tot li inciten a judaïtzar quan havia deixat de fer-ho ".
En l'existència d'aquestes xarxes organitzades de solidaritat entre els jueus sefardites està l'origen, segons Joseph Pérez, del mite de la conspiració jueva mundial. Un dels seus primers propagadors va ser l'escriptor Francisco de Quevedo, que "sempre va sentir gran repulsió i odi als jueus" com ho va demostrar en el seu pamfletExecración de los judíos. L'escrit de Quevedo en el qual fa l'existència d'un complot jueu per manejar els fils de la política mundial el va titular La Isla de los Monopantos, que va incloure el 1644 en la seva obra Sueños. S'hi descrivia una suposada reunió secreta celebrada a Salònica, llavors una ciutat de l'Imperi Otomà on hi vivien milers de sefardites, entre jueus arribats d'arreu d'Europa i dels Monopantos, és a dir, els cristians que estaven disposats a col·laborar amb ells per acabar amb el món cristià -entre els que es pot suposar que es trobaria Olivares-.
Però la política d'Olivares no va poder impedir que la Inquisició actués, sobretot a Madrid, on el comportament dels marrans portuguesos a la cort de vegades "vorejava la provocació". En 1629 van ser condemnats i cremats en un acte de fe presidit per Felip IV 4 jueus conversos portuguesos que havien profanat i cremat un crucifix. En 1633 van aparèixer als carrers de Madrid pasquins en els quals es proclamava la superioritat de la religió jueva sobre la cristiana, el que va donar lloc a la rèplica de Quevedo Execración contra los judíos. En aquests anys la Inquisició va processar per judaïtzants a alguns banquers portuguesos com Manuel Fernández Pinto o Juan Núñez Saravía.
Després de la caiguda d'Olivares en 1640 la Inquisició ja va poder actuar lliurement i va ser detenint un a un gairebé tots els banquers portuguesos. De seguida la persecució es va estendre a tota la comunitat de jueus conversos portuguesos i "la dècada de 1650 va veure el començament d'una sèrie d'arrestos indiscriminats i de judicis que van restaurar el regne del terror per a la minoria conversa d'origen portuguès", afirma Henry Kamen. Alguns van escapar al nord d'Europa, especialment a les Províncies Unides dels Països Baixos i a la seva ciutat més important Amsterdam, on van retornar a la fe jueva sense ser perseguits.Un d'ells Gaspar Méndez, que quan va arribar a Amsterdam va canviar el seu nom pel d'Abraham Idana, va escriure un dur al·legat contra la Inquisició:
| « | Obligándolos con ynauditos tormentos a que muchos confiesen por fuerza lo que no hicieron, y esto [h]a sido y es causa que muchos que muchos [h]an preso, entrando en las cárzeles sin conocimiento de otra cosa más que ser cristianos [h]an salido judíos. Esta fue la causa de retirarme de tierra donde domina tal tribunal. | » |

A partir de 1680 el nombre de jueus conversos processats per la Inquisició es va reduint, el que indica, segons Henry Kamen, que "la primera generació de conversos portuguesos havia estat esborrada de la faç de la terra, tal com ho havia estat la dels conversos espanyols a principis de segle".

### Els xuetes mallorquins
A la fi del segle xvii hi va haver un últim cas de persecució de jueus conversos: els xuetes de Mallorca -segons Joseph Pérez, "la paraula xueta apareix per primera vegada en un document inquisitorial de 1688 per referir-se als judaïtzants de Palma que vivien en un barri al voltant del carrer del Segell". Es tractava d'una comunitat descendent de jueus conversos que en 1675 es va descobrir que molts dels seus membres judaïtzaven secretament des de feia més d'un segle -la Inquisició des de 1531, any en què va executar l'últim judaïtzant, s'havia ocupat sobretot dels moriscos-. Aquell any va ser cremat viu un jove de 19 anys i en els quatre anys següents van ser detingudes diversos centenars de persones i els seus béns van ser confiscats per un valor superior als dos milions i mig de ducats. A la primera meitat de 1679 es van celebrar a Mallorca 5 actes de fe on hi va haver 221 execucions. Nou anys després alguns xuetes van organitzar una conjura però va fracassar, la qual cosa donà lloc a quatre actes de fe celebrats a 1691 en què van ser executats 37 condemnats en persona i 49 en efígie. Les seves gramalletes van romandre penjades a l'església de Sant Domingo de Palma fins a finals del segle xix. Al principi de la dècada ominosa (1823-1833) del regnat de Ferran VII es va produir una violenta repressió contra els xuetes i les seves cases del carrer de les Argenteries van ser saquejades. La discriminació va continuar al llarg del segle xix. A un sacerdot d'origen xueta, Josep Taronjí Cortès, se li va prohibir predicar en 1876; en 1904 al president del govern d'aleshores, el mallorquí Antoni Maura, en un debat parlamentari un diputat li va cridar: que calli el xueta. Fins al 1963 no hi va haver cap canonge d'origen xueta al capítol de la Catedral de Palma.

### Marrans a Amèrica
La colonització d'Amèrica va ser una oportunitat per a molts cristians nous (marrans inclosos) d'allunyar-se d'un entorn en el qual eren discriminats. No obstant això, hi va haver limitacions legals que van haver eludir, com demostra el cas de Luis de Carvajal y de la Cueva, que va formar a Monterrey (Nou Regne de Lleó) una veritable comunitat marrana, durament reprimida. Altres casos es van donar a Cartagena d'Índies (Nova Granada) i en altres parts d'Amèrica.
El primer jueu convers executat per judaïtzant a Amèrica sembla haver estat Juan Muñoz, que va ser cremat a Cuba en 1518. Un any abans, l'escrivà Alonso de Escalante va ser detingut a Santiago de Cuba per ordre del bisbe Antonio Manso i enviat a Sevilla, on va ser cremat en 1523.
Els descendents dels cristians nous, fins i tot havent perdut gairebé íntegrament la identitat jueva fins al dia d'avui, poden ser identificats per anàlisis genètiques i estudis genealògics, que han reconegut un gran nombre de cognoms familiars d'origen jueu convers.